# 浜松学院大学短期大学部
浜松学院大学短期大学部（はままつがくいんだいがくたんきだいがくぶ、英語: Hamamatsu Gakuin University Junior College）は、静岡県浜松市中央区住吉2-3-1に本部を置く日本の私立大学。1933年創立、1951年大学設置。大学の略称は浜短。本稿では旧来の浜松短期大学（はままつたんきだいがく、英称:Hamamatsu College）を含めて説明する。

## 概観

### 大学全体
- 浜松学院大学短期大学部は、静岡県浜松市中央区内にある日本の私立短期大学。学校法人興誠学園により1951年に浜松短期大学として設置された。かつて、昼間部3学科・夜間部1学科あったが、浜松学院大学の開学により昼間部1学科に規模縮小された。

### 建学の精神（校訓・理念・学是）
- 浜松学院大学短期大学部における建学の精神は「誠の精神」となっている。

### 教育および研究
- 浜松学院大学短期大学部は幼児教育者の養成に力をいれている。

### 学風および特色
- 浜松学院大学短期大学部は現在、幼児教育科のみの単科短大となっている。
- 2つのキャンパスをもつが、住吉キャンパスをメインとして使用している。
- 「子どもフェスティバル」と題したイベントが催される。

## 沿革
- 1933年 財団法人興誠商業学校として誕生
- 1951年 浜松短期大学として開学。
- 同年6月1日 浜松商科短期大学と改称。
- 1963年 商科にII部が設置される。
- 1967年 開学当初と同じ浜松短期大学に変更。学科を増設。
  - 幼児教育科
    - I部[1]
    - II部[2]
- 1986年 英語科を増設[3]
- 2002年 英語科を英語コミュニケーション学科と改称。
- 2004年 浜松学院大学短期大学部と改称。

## 基礎データ

### 所在地
- 住吉キャンパス（静岡県浜松市中央区住吉2-3-1）
- 布橋キャンパス（静岡県浜松市中央区布橋3-2-3）

### 交通アクセス
- JR東海道本線浜松駅よりバスの便がある。

## 教育および研究

### 組織

#### 学科
- 幼児教育科

##### 過去の学科体制
- 商科：募集は2003年度まで
- 幼児教育科
  - I部
  - II部：募集は2003年度まで
- 英語コミュニケーション学科：募集は2003年度まで

#### 専攻科
- なし

#### 別科
- なし

##### 取得資格について
資格
- 保育士資格:幼児教育科にて取得できる。

教職課程
- 幼稚園教諭二種免許状が幼児教育科にて取得できる。なお、過去にあった幼児教育科II部ではこの教員免許を取得することが卒業の前提とされていた。
- 中学校教諭二種免許状（職業）がかつての商科I部・II部にて取得できるようになっていた。1954年度あたりでは、高等学校教諭二種免許状（商業）の課程認可も受けていた。

## 学生生活

### 学園祭
- 浜松学院大学短期大学部の学園祭は「浜学祭」と呼ばれ、2008年度は11月15日・16日に行われた。浜松短期大学の時分には、「浜短祭」と呼ばれていた。ミスコンテストやファッションショーが行われる。

### スポーツ
- 「静岡県私立短期大学協会主催」の体育大会にて以下のスポーツ部門が健闘している。
  - バスケットボール（男子：準優勝、女子：第3位）
  - フットサル（女子：優勝）
  - バレーボール（女子：準優勝）

## 大学関係者と組織

### 大学関係者一覧

#### 大学関係者
- 坂田啓造：初代学長

## 施設

### キャンパス
- 住吉キャンパスの中心は、1号館・大学会館・体育館・クラブハウス。中心から離れた西側に2号館と図書館があり、3号館は中心部から少し離れた場所にある。

## 対外関係

### 他大学との協定
- 浜松短期大学の時分に、提携を結んでいた大学。

#### イギリス
- オクスフォード・ブルックス大学：1995年提携
- マンチェスター大学：2002年提携

#### アメリカ
- イースタン・ワシントン大学：1997年提携

### 系列校
- 浜松学院大学

## 社会との関わり
- 「浜松市民アカデミー」公開講座に参加している。

## 卒業後の進路について

### 就職について
- 幼児教育科
  - I部：在学中に取得した資格や免許を活かして保育所や幼稚園など児童関連に就職する人が多い傾向にある。
  - II部：幼稚園教諭として勤務している人が多いものとみられる。
- 商科I部・II部：アーレスティー・イノアックコーポレーション・テラルキョウトク・増田製作所・村田製作所・DMG森精機・NOK・東海染工・大倉工業・三甲・スズキ・中部印刷・東海精機・東洋ピアノ製造・名和興産・日栄工業・丸豊技研工業・ヤマトエスロン・アスモ・アルビオン・遠州日石・遠鉄ストア・チェルシージャパン・栃木屋・村松商店・山善・レリアン・イトキン・三和事務機販売・静岡日産自動車・浜松魚類・静岡ダイハツ販売・丸尾興商・堀田丸正・静岡銀行・セントラルファイナンス・ライフ・遠州信用金庫・掛川信用金庫・楽天KC・とぴあ浜松農業協同組合・豊橋商工信用組合・豊橋信用金庫・浜松信用金庫・明治安田生命保険・舘山寺レイクホテル・鈴木電工・酒井建築・シーテック・富士ハウス・山平建設・鈴与・西部ガスリビング・スズキ不動産ほか
- 英語コミュニケーション学科：スーパーいしはら・テヅカ・ヤナセ・菱和・遠鉄百貨店・松坂屋・ショーダテクトロン・プリモ店・清水産業・すかいらーく・高木商会・SFCG・大和証券・豊川信用金庫・富国生命保険・グランドホテル・遠鉄観光開発・オムロンフィールドエンジニアリング・中央出版・イー・キャピタル・ホテルコンコルド浜松・ヤマハリゾートつま恋・ユタカコーポレーション・コーリツ・三共製作所・富士通ゼネラル・SMC・大建産業・名和興産・松下電池工業・丸豊技研工業・大和ハウス工業・静岡ガスサービス・マストレ他。

### 編入学・進学実績
- 幼児教育科
  - I部・II部：聖徳大学ほか
- 商科I部・II部：亜細亜大学・高岡法科大学・愛知大学他。
- 英語コミュニケーション学科：常葉大学・金城学院大学・名古屋学院大学・名古屋外国語大学他。

## 附属学校
- 浜松短期大学だった時分、「浜松短期大学附属幼稚園」を擁していた。現在は、浜松学院大学附属幼稚園となっている。